# Erin Blanchfield
Erin Blanchfield, née le 4 mai 1999 à Elmwood Park (New Jersey), est une pratiquante américaine d'arts martiaux mixtes (MMA). Elle combat actuellement dans la catégorie des poids mouches de l'Ultimate Fighting Championship (UFC).

## Biographie

### Jeunesse et débuts dans le jiu-jitsu
Erin Blanchfield naît le 4 mai 1999 à Elmwood Park, un borough du comté de Bergen, dans le New Jersey, aux États-Unis.
Elle commence à s'entraîner au ju-jitsu à l'âge de sept ans et deux ans plus tard, elle commence à participer à des tournois de kick-boxing et de grappling. À l'âge de douze ans, elle prend la décision de devenir une combattante professionnelle.
Elle devient championne du Eddie Bravo Invitational à dix-huit ans.

## Carrière dans les arts martiaux mixtes

### Cage Fury FC et Invicta FC (2018-2020)
Le 24 mars 2018, elle affronte l'Américaine Whittany Pyles à Atlantic City, dans le New Jersey, et remporte le combat par KO technique. Le 21 juillet 2018, elle affronte l'Américaine Brittney Cloudy à Kansas City, dans le Missouri, et remporte le combat par décision partagée (29-28, 28-29, 29-28). Le 16 novembre 2018, elle affronte l'Américaine Kay Hansen à Kansas City, dans le Missouri, et remporte le combat par décision majoritaire (28-28, 29-28, 29-28).
Le 15 février 2019, elle affronte l'Américaine Tracy Cortez à Kansas City, dans le Missouri, et perd le combat par décision partagée (29-28, 29-28, 29-28). Le 14 juin 2019, elle affronte l'Américaine Gabriella Gulfin à Atlantic City, dans le New Jersey, et remporte le combat par soumission. Le 7 février 2020, elle affronte l'Américaine Victoria Leonardo à Kansas City, dans le Missouri, et remporte le combat par KO. Sa prestation lors de cet évènement est désignée Performance de la soirée. Le 30 juillet 2020, elle affronte l'Américaine Brogan Walker-Sanchez à Kansas City, dans le Missouri, et remporte le combat par décision unanime (30-26, 30-26, 30-26). Sa prestation lors de cet évènement est désignée Performance de la soirée.

### Ultimate Fighting Championship (depuis 2021)
Le 18 septembre 2021, elle affronte l'Américaine Sarah Alpar à Las Vegas, dans le Nevada, et remporte le combat par décision unanime (30-25, 30-25, 30-26),,. Le 11 décembre 2021, elle affronte l'Américaine Miranda Maverick à Las Vegas, dans le Nevada, et remporte le combat par décision unanime (30-27, 30-27, 30-27),,. Le 4 juin 2022, elle affronte l'Américaine JJ Aldrich à Las Vegas, dans le Nevada, et remporte le combat par soumission,,. Le 12 novembre 2022, elle affronte l'Anglaise Molly McCann à New York, dans l'État de New York, et remporte le combat par soumission,,.
Le 18 février 2023, elle affronte la Brésilienne Jéssica Andrade à Las Vegas, dans le Nevada, et remporte le combat par soumission,,. Sa prestation lors de cet évènement est désignée Performance de la soirée. Le 26 août 2023, elle affronte la Brésilienne Taila Santos à Kallang, à Singapour, et remporte le combat par décision unanime (29-28, 29-28, 29-28). Le 30 mars 2024, elle affronte la Française Manon Fiorot à Atlantic City, dans le New Jersey, et perd le combat par décision unanime (50-45, 50-45, 50-45),,. Le 2 novembre 2024, elle affronte l'Américaine Rose Namajunas à Edmonton, au Canada, et remporte le combat par décision unanime (48-47, 48-47, 48-47).

## Palmarès en arts martiaux mixtes

### Distinctions
- Invicta Fighting Championships
  - Performance de la soirée (× 2) : face à Victoria Leonardo et Brogan Walker-Sanchez.
- Ultimate Fighting Championship
  - Performance de la soirée (× 1) : face à Jéssica Andrade[31].

| 15 combats     | 13 victoires | 2 défaites |
| Par KO         | 2            | 0          |
| Par soumission | 4            | 0          |
| Sur décision   | 7            | 2          |

### Historique des combats
| Résultat | Record | Adversaire            | Méthode                                 | Événement                                       | Date              | Round | Temps | Lieu                       | Notes                     |
| -------- | ------ | --------------------- | --------------------------------------- | ----------------------------------------------- | ----------------- | ----- | ----- | -------------------------- | ------------------------- |
| Victoire | 13-2   | Rose Namajunas        | Décision unanime                        | UFC Fight Night: Moreno vs. Albazi              | 2 novembre 2024   | 5     | 5:00  | Edmonton, Canada           |                           |
| Défaite  | 12-2   | Manon Fiorot          | Décision unanime                        | UFC on ESPN: Blanchfield vs. Fiorot             | 30 mars 2024      | 5     | 5:00  | Atlantic City, New Jersey  |                           |
| Victoire | 12-1   | Taila Santos          | Décision unanime                        | UFC Fight Night: Holloway vs. The Korean Zombie | 26 août 2023      | 3     | 5:00  | Kallang, Singapour         |                           |
| Victoire | 11-1   | Jéssica Andrade       | Soumission (étranglement arrière)       | UFC Fight Night: Andrade vs. Blanchfield        | 18 février 2023   | 2     | 1:37  | Las Vegas, Nevada          | Performance de la soirée. |
| Victoire | 10-1   | Molly McCann          | Soumission (kimura)                     | UFC 281                                         | 12 novembre 2022  | 1     | 3:37  | New York, État de New York |                           |
| Victoire | 9-1    | JJ Aldrich            | Soumission (étranglement en guillotine) | UFC Fight Night: Volkov vs. Rozenstruik         | 4 juin 2022       | 2     | 2:38  | Las Vegas, Nevada          |                           |
| Victoire | 8-1    | Miranda Maverick      | Décision unanime                        | UFC 269                                         | 11 décembre 2021  | 3     | 5:00  | Las Vegas, Nevada          |                           |
| Victoire | 7-1    | Sarah Alpar           | Décision unanime                        | UFC Fight Night: Smith vs. Spann                | 18 septembre 2021 | 3     | 5:00  | Las Vegas, Nevada          |                           |
| Victoire | 6-1    | Brogan Walker-Sanchez | Décision unanime                        | Invicta FC 41                                   | 30 juillet 2020   | 3     | 5:00  | Kansas City, Missouri      | Performance de la soirée. |
| Victoire | 5-1    | Victoria Leonardo     | KO (coup de tête et coups de poing)     | Invicta FC 39                                   | 7 février 2020    | 2     | 2:06  | Kansas City, Missouri      | Performance de la soirée. |
| Victoire | 4-1    | Gabriella Gulfin      | Soumission (americana)                  | Cage Fury FC 76                                 | 14 juin 2019      | 1     | 3:20  | Atlantic City, New Jersey  |                           |
| Défaite  | 3-1    | Tracy Cortez          | Décision partagée                       | Invicta FC 34                                   | 15 février 2019   | 3     | 5:00  | Kansas City, Missouri      |                           |
| Victoire | 3-0    | Kay Hansen            | Décision majoritaire                    | Invicta FC 32                                   | 16 novembre 2018  | 3     | 5:00  | Kansas City, Missouri      |                           |
| Victoire | 2-0    | Brittney Cloudy       | Décision partagée                       | Invicta FC 30                                   | 21 juillet 2018   | 3     | 5:00  | Kansas City, Missouri      |                           |
| Victoire | 1-0    | Whittany Pyles        | TKO (arrêt du médecin)                  | Cage Fury FC 70                                 | 24 mars 2018      | 1     | 5:00  | Atlantic City, New Jersey  | Début en poids mouches.   |